# شرکت آلومینیوم المهدی
شرکت آلومینیم المهدی، دومین تولیدکننده بزرگ آلومینیوم در ایران پس از ایرالکو است که در غرب بندرعباس واقع شده‌است. این شرکت از بهمن ماه ۱۳۹۷ در مالکیت گروه مپنا است.

## تاریخچه
آلومینیوم المهدی در آغاز در فروردین ۱۳۶۹ به‌عنوان یک شرکت سهامی خاص با برآورد اولیه هزینه سرمایه ۱.۵ میلیارد دلاری و با هدف تولید ۱۱۰ هزار تن آلومینیوم در منطقهٔ ویژهٔ اقتصادی صنایع معدنی و فلزی خلیج فارس در ۱۸ کیلومتری غرب شهر بندرعباس تاسیس شد. این شرکت در سال ۱۳۷۶ بر اساس مصوبه مجمع عمومی فوق‌العاده، به شرکت سهامی عام تبدیل شد و در همان سال بخشی از فاز یک مجتمع با ۶ دیگ راه‌اندازی شد و به تدریج شمار ۱۲۰ دیگ راه‌اندازی گردید به طوری‌که تا پایان سال ۱۳۸۱ ظرفیت تولید آن به ۵۵ هزار تن رسید. در اردیبهشت ماه سال ۱۳۸۴ مجتمع به ظرفیت اسمی پیش‌بینی شدهٔ ۱۱۰ هزار تن دست یافت.

### طرح هرمزآل
با هدف توسعه فعالیت شرکت آلومینیوم المهدی، از سال ۱۳۸۵ عملیات اجرایی احداث مجتمع طرح هرمزال در مجاورت این شرکت آغاز شد. این طرح با سرمایه‌گذاری سازمان توسعه و نوسازی معادن و صنایع معدنی ایران (ایمیدرو) و وامی به مبلغ ۲۷۰میلیون یورو از بانک یونی کردیت ایتالیا در سال ۱۳۸۸خاتمه یافت. این طرح در سال‌های بعد در شرکت آلومینیوم المهدی ادغام شد.

## واگذاری به بخش خصوصی
در سال ۱۳۹۱ مالکیت سهام متعلق به سازمان توسعه و نوسازی برای جبران بخشی از بدهی‌های دولت به سازمان تأمین اجتماعی، به این صندوق واگذار شد اما کمتر از هفت ماه بعد با مصوبه هیئت وزیران دوباره اداره شرکت به سازمان ایمیدرو منتقل شد. بعد از پس‌گرفتن آلومینیوم المهدی از تأمین اجتماعی، این شرکت در مزایده‌ای به شرکت فروآلیاژ گنو فروخته شد تا در نهایت پس از سه سال کش‌وقوس، در پایان آلومینیوم المهدی خصوصی شود.

### واگذاری به محمد علی‌محمدی
در سال ۱۳۹۳ واگذاری بلوک ۷۲درصد سهام آلومینیوم المهدی و ۱۰۰درصد سهام طرح هرمزال آغاز شد. سازمان خصوصی‌سازی در سال ۹۴ سهام مجتمع آلومینیوم المهدی هرمزگان به میزان ۷۲ درصد و به ارزش ۱٬۷۵۰ میلیارد تومان را به به شرکتی بنام «فرو آلیاژ گنو» متعلق به «محمد علی‌محمدی» واگذار کرد.
این واگذاری و رویدادهای پس از آن همچون اخراج کارگران و منصوب کردن مدیران پیشین استان هرمزگان در این شرکت؛ اعتراض‌های فراوانی به سازمان خصوصی‌سازی و وزارت اقتصاد در پی داشت. جمعی از کارشناسان این شرکت در نامهٔ سرگشاده‌ای خطاب به حمیدرضا فولادگر، رئیس کمیسیون ویژهٔ نظارت و پیگیری اجرای اصل ۴۴ قانون اساسی نوشتند: «علیرغم ارسال و ثبت شکایات متعدد، همراه با اسناد و مدارک متقن در سامانه‌های سازمان بازرسی کل کشور و ادارهٔ اطلاعات و دیوان محاسبات جهت رسیدگی به تخلفات و مفاسد کلان و حیف و میل‌های گسترده که حجم این تخلفات مالی بالغ بر ۴۰۰ میلیارد تومان می‌باشد، متأسفانه با نفوذ لابی قدرتمند و پشت پردهٔ واگذاری این شرکت‌ها، نه تنها تاکنون هیچ رسیدگی نشده، بلکه همهٔ این پرونده‌ها و تخلفات ۴۰۰ میلیارد تومانی با فروش شرکت عملاً مدفون و به بایگانی تاریخ سپرده می‌شود.» در این نامه آمده‌است که زیان‌های انباشتهٔ این شرکت توسط مدیران پیشین تعمدی و برای زیان‌ده نشان دادن و تصاحب ارزان‌تر آن توسط بخش خصوصی بوده‌است.
مالک جدید ۲ ماه پس از تصاحب کارخانه مجتمع هرمزال را تبدیل به شرکت آلومینیوم هرمز جنوب با مسئولیت محدود با شمارهٔ ثبت ۲۵۰۸ و شناسهٔ ملی ۱۴۰۰۵۳۹۹۲۵۹۰ کرده و در ادارهٔ ثبت شرکت‌ها و موسسات غیرتجاری شهرستان دامغان ثبت نمود.
پس از انتقال صنایع به علی‌محمدی، وی برخی مدیران پیشین استان را در این شرکت منصوب کرد. از جمله محمد نصوری که پیش‌تر سمت‌هایی همچون «معاون برنامه‌ریزی استانداری هرمزگان»؛ «معاون عمرانی استانداری هرمزگان» و در دوران واگذاری صنایع سرپرستی «ادارهٔ کل بازرسی استان هرمزگان» بوده‌است را به‌عنوان مدیر عامل صنایع آلومینیوم منصوب کرد.

### مستند خفه خون
در سال ۱۳۹۶ مستندی با عنوان «خفه خون» پیرامون وضعیت صنایع آلومینیوم المهدی و هرمزال پس از واگذاری به محمد علی‌محمدی توسط ایرج کلانتری ساخته و منتشر شد. در این مستند ضمن اشاره به نقش مقامات محلی در این پروندهٔ فساد به آثار و تبعات این واگذاری بر روی زندگی کارگران بیشتر توجه شده‌است.

### واگذاری به مپنا
سازمان خصوصی‌سازی ایران ۱ بهمن ۱۳۹۷ اعلام کرد شرکت «فروآلیاژ گنو» خریدار پیشین سهام شرکت آلومینیوم المهدی به تعهدات خود پایبند نبود؛ بنابراین فراخوانی درباره جایگزینی صادر شد که پس از بررسی ها، قرارداد جایگزین با گروه مپنا به امضا رسید.

## تولیدات
عمده محصولات آلومینوم المهدی شمش خالص آلومینیوم در وزن‌های ۱۰۰۰ پوندی (۴۵۰ تا ۵۵۰ کیلوگرم) و ۵۰ پوندی (۲۰ تا ۲۵ کیلوگرم) است.